# 卡捷里尼夫卡 (多林斯卡區)
48°4′54″N 32°50′38″E / 48.08167°N 32.84389°E
卡捷里尼夫卡（烏克蘭語：Катеринівка），是烏克蘭中部的村莊，隸屬基洛夫格勒州的克羅皮夫尼茨基區。該村始建於1845年，面積0.74平方公里，海拔高度156米，2001年人口335，人口密度每平方公里452.1人。